# Дрјукшјај
Дрјукшјај (литв. Drūkšiai) или Дрисвјати (рус. Дрысвяты; блр. Дрысвяты) белоруско-литванско је језеро смештено на самој граници две земље, између Зарасајског рејона Утенског округа у Литванији и Браславског рејона Витепске области у Белорусији. Језеро је удаљено свега 2 км јужније од границе са Летонијом и налази се у североисточном делу Балтичке греде. 
Са површином акваторије од 44,79 км² највеће је језеро у Литванији и највеће је језеро у Браславској језерској групи. Воде из овог језера су кориштене за хлађење реактора у нуклеарној електрани Игналина све до њеног затварања 2009. године. 

## Физичке карактеристике
Од укупне површине језера која износи 44,79 км² на територији Литваније се налази око 34 км², док преосталих нешто више од 10 км² припада Белорусији. Језеро је настало потапањем два мања ледничка валова формирана током последњег леденог доба, а који се протежу у правцу север-југ и запад-исток. Максимална дубина у зони првог валова је до 29 метара, односно до 33,3 метра у зони другог валова која се данас налази у самом средишту језера. Најплићи су јужни делови језера где се максималне дубине крећу у вредностима између 3 и 7 метара. 
Језеро се одликује доста великом прозрачношћу воде која износи око 4 метра. Његове обале су углавном пешчане. 
У језеро Дрјукшјај се улива неколико мањих водотока, а из њега истиче речица Прорва која протиче кроз језеро Аболе и повезује их са реком Дисном (притоком Западне Двине).